# Wladimir Sergejewitsch Bytschkow
Wladimir Sergejewitsch Bytschkow (russisch Владимир Сергеевич Бычков; * 5. Januar 1929 in Moskau; † 24. April 2004 ebenda) war ein sowjetischer Filmregisseur.

## Biografie
Bytschkow trat von 1947 bis 1949 in kleinen Rollen als Schauspieler beim Theaterstudio der Kinodarsteller auf und besuchte anschließend drei Jahre das Moskauer Finanzinstitut. Danach entschied er sich für die Regielaufbahn und erlangte 1958 den Abschluss beim Staatlichen All-Unions-Institut für Kinematographie. Sein Lehrer war Sergei Jutkewitsch.
Im selben Jahr erschien mit dem Kurzfilm Тамбу-Ламбу (Tambu-Lambu) Bytschkows erstes Werk. Der Film richtete sich inhaltlich an ein jüngeres Publikum, was auch seine nachfolgenden Werke prägte. Bekannt wurden v. a. Город мастеров (Gorod masterow, 1966), Geraubte Schätze (1972) und Die traurige Nixe (1976). Für den erstgenannten Film erhielt er beim Allunionsfilmfestival 1966 den Preis für den besten Kinderfilm. Seine Mitte der 1960er bei Belarusfilm produzierte Filmparabel Христос приземлился в Гродно (Christos prisemlilsja w Grodno) wurde kurz nach der Entstehung neu geschnitten und unter dem Titel Житие и вознесение Юрася Братчика (Schitije i wosnesenije Jurasja Brattschika) veröffentlicht. In den 1990er Jahren lief auch die Originalfassung an.
Unter seiner Regie entstanden auch Dokumentarfilme über das erste Internationale Filmfestival Moskau (1959) und den Sänger Eduard Chil (1974) sowie ein Musikkurzfilm mit Irina Ponarowskaja (1975). Zudem stammen zwei Folgen der Fernsehreihe Фитиль (Fitil, 1974) von ihm. Bytschkow schrieb auch die Drehbücher zu seinem Debütwerk sowie zum Märchenfilm Осенний подарок фей (Osenni podarok fei, 1985) und trat außerdem vereinzelt als Komparse vor die Kamera.
Sein Sohn ist der ehemalige Kinderdarsteller und heutige Architekt und Unternehmer Wassili Wladimirowitsch Bytschkow (* 1956). Er spielte u. a. die Hauptrolle in Мой папа - капитан (Moi papa - kapitan, 1969), einem Werk seines Vaters. Die Architektin Julija Bytschkowa ist Wladimir Bytschkows Enkelin.
Sein Grab befindet sich im dritten Abschnitt des Wagankowoer Friedhofs.

## Filmografie (Auswahl)
- 1958: Тамбу-Ламбу (Tambu-Lambu) (Kurzfilm) – Drehbuch
- 1964: Achtung, in der Stadt ist ein Zauberer! (Wnimanije! W gorode wolschebnik)
- 1966: Город мастеров (Gorod masterow) – auch Darsteller
- 1972: Geraubte Schätze (Dostojanije respubliki)
- 1976: Die traurige Nixe (Russalotschka) – auch Darsteller
- 1985: Осенний подарок фей (Osenni podarok fei) - auch Drehbuch
- 1990: Dubrowski - als Darsteller